# نادي المتحرين الوسماء
نادي المتحرين الوسماء (باليابانية: 美少年探偵団، بالروماجي: Bishōnen Tanteidan) (بالإنجليزية: Pretty Boy Detective Club)‏ ويعرف أيضًا بأسم بي شونن سيرس (باليابانية: 美少年シリーズ، بالروماجي: Bishōnen Series) هي سلسلة رواية غموض يابانية من تأليف نيشيو إيشين ورسم كيناكو، نشرت من قبل كودانشا منذ 20 أكتوبر عام 2015 حتى 14 مايو عام2021، وتكونت من 12 مجلدًا. اقتبست إلى سلسلة A مانغا من تأليف نيشيو إيشين ورسم سوزوكا أودا، نشرت من قبل كودانشا، منذ 28 أبريل عام 2016 حتى 17 يوليو عام 2019، تم تجميع فصول المانغا في 5 مجلدات تانكوبون. اقتبست السلسلة إلى مسلسل أنمي تلفزيوني من قبل استوديو شافت، عرض الأنمي في 11 أبريل عام 2021 واستمر عرضه حتى 27 يونيو عام 2021، وتكون من 12 حلقة.

## القصة
تدور أحداث القصة عن مايومي دوجيما هي طالبة في النسة الثانية في أكاديمية يوبيوا المتوسطة، وهي تبحث عن نجم كانت قد رأته قبل عشرة سنوات عندما كانت في على الشاطئ مع والديها، وقد وعدت والدها بالتقوف عن البحث عن بلوغها الرابع عشر، فتعرض عليها المساعدة في البحث عنه من قبل رئيس نادي المتحرين الوسماء السري.

## الشخصيات
مايومي دوجيما (باليابانية: 瞳島 眉美، بالروماجي: Dōjima Mayumi)
أداء صوتي: مايا ساكاموتو
مانابو سوتوين (باليابانية: 双頭院 学، بالروماجي: Sōtōin Manabu)
أداء صوتي: أيومو موراسي
ناغاهيرو ساكيغوتشي (باليابانية: 咲口 長広، بالروماجي: Sakiguchi Nagahiro)
أداء صوتي: تايتو بان
ميتشيرو فوكوروي (باليابانية: 袋井 満، بالروماجي: Fukuroi Michiru)
أداء صوتي: توشيكي ماسودا
هيوتا آشيكاغا (باليابانية: 足利 飆太، بالروماجي: Ashikaga Hyōta)
أداء صوتي: شوغو يانو
سوساكو يوبيوا (باليابانية: 指輪 創作، بالروماجي: Yubiwa Sōsaku)
أداء صوتي: غين ساتو
ري (باليابانية: 麗، بالروماجي: Rei)
أداء صوتي: هيروكي نانامي
لاي فوداتسوكي (باليابانية: 札槻 嘘، بالروماجي: Fudatsuki Rai)
أداء صوتي: كوسكي توريومي

## وصلات خارجية
- موقع الأنمي الرسمي باللغة اليابانية
- موقع الأنمي الرسمي باللغة الإنجليزية